# Aleksandr Krasnoszczokow

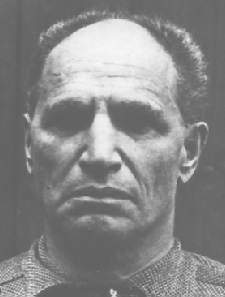
Aleksandr Krasnoszczokow po aresztowaniu przez NKWD 1937

Aleksandr Michajłowicz Krasnoszczokow, właśc. Abram Moisiejewicz Krasnoszczok (ros. Александр Михайлович Краснощёков (Абрам Моисеевич Краснощёк), ur. 28 września?/10 października 1880 w Czarnobylu, zm. 26 listopada 1937 w Moskwie) – rosyjski socjaldemokrata i komunista. W latach 1920–1921 formalna głowa państwa marionetkowej Republiki Dalekiego Wschodu, później urzędnik państwowy ZSRR.

## Życiorys
Urodził się w rodzinie żydowskiej. W latach 1898–1902 działał w SDPRR, 1898 został aresztowany, następnie skazany na zesłanie do Nikołajewska, 1902 wyemigrował do Niemiec i zamieszkał w Berlinie. W marcu 1903 udał się do USA, mieszkał w Nowym Jorku i Chicago, w latach 1904–1917 działał w Socialist Labor Party of America, w 1912 ukończył studia na Wydziale Ekonomii i Prawa Uniwersytetu Chicagowskiego, 1912–1917 pracował jako adwokat w Chicago, jednocześnie od 1915 do lipca 1917 był rektorem Uniwersytetu Robotniczego w Chicago.
Po rewolucji lutowej i obaleniu caratu w sierpniu 1917 wrócił do Rosji, został członkiem Rady Władywostockiej i wstąpił do SDPRR(b), wkrótce został członkiem Rady Nikolska Ussuryjskiego, 1918 krótko był przewodniczącym Dalekowschodniej Rady Komisarzy Ludowych, a po zajęciu terytorium przez białych w wojnie domowej w Rosji przeszedł na nielegalną stopę. 1 maja 1919 został aresztowany przez białych, po obaleniu administracji Aleksandra Kołczaka w Irkucku 29 grudnia 1919 uwolniony.
Od 5 stycznia do lutego 1920 był przewodniczącym  komitetu RKP(b) guberni irkuckiej, od 3 marca do 13 sierpnia 1920 członkiem Dalekowschodniego Biura KC RKP(b), a od 6 kwietnia do 30 października 1920 przewodniczącym Prezydium Tymczasowej Władzy marionetkowej Republiki Dalekiego Wschodu – odpowiednikiem prezydenta Republiki Dalekiego Wschodu. Od 13 sierpnia 1920 do 1921 był członkiem Dalekowschodniego Biura KC RKP(b), jednocześnie od sierpnia 1920 do 27 kwietnia 1921 ministrem spraw zagranicznych Republiki Dalekiego Wschodu, od 30 października do 10 listopada 1920 przewodniczącym Tymczasowego Sprawnego Prezydium Republiki Dalekiego Wschodu, od 10 listopada 1920 do 27 kwietnia 1921 przewodniczącym Tymczasowej Władzy Republiki Dalekiego Wschodu, a od 27 kwietnia do 15 września 1921 przewodniczącym Władz Republiki Dalekiego Wschodu.
Od 10 stycznia do 10 marca 1922 był zastępcą komisarza ludowego finansów RFSRR, w marcu-kwietniu 1922 przebywał na leczeniu, od 13 kwietnia 1922 do 13 września 1923 był członkiem Prezydium Najwyższej Rady Gospodarki Narodowej RFSRR, a od września 1922 do września 1923 przewodniczącym Zarządu Wszechrosyjskiego Banku Handlowo-Przemysłowego.
19 września 1923 został aresztowany przez GPU, wkrótce wykluczony z RKP(b), 8 marca 1924 skazany na 6 lat pozbawienia wolności; karę odbywał w Lefortowie. W styczniu 1925 został amnestionowany, od stycznia 1925 do lipca 1926 mieszkał w Krymskiej ASRR, od lipca 1926 pracował jako ekonomista-konsultant Głównego Komitetu Bawełnianego Ludowego Komisariatu Rolnictwa ZSRR ds. zagadnień finansowych w Taszkencie, potem do sierpnia 1930 był przewodniczącym Zarządu Wszechzwiązkowego Trustu Kendyr-Rami w Moskwie. W sierpniu 1930 został przewodniczącym Zarządu "Nowołubtrustu" w Moskwie, 1930 przywrócono mu prawa członka partii, później został dyrektorem Naukowo-Badawczego Instytutu Nowego Surowca Łykowego Ludowego Komisariatu Rolnictwa ZSRR, a od 1935 do lipca 1937 był szefem Głównego Zarządu Nowych Kultur Łykowych Ludowego Komisariatu Rolnictwa ZSRR.
W okresie „wielkiej czystki” 16 lipca 1937 został aresztowany  przez NKWD. 25 listopada 1937 skazany na śmierć przez Kolegium Wojskowe Sądu Najwyższego ZSRR z zarzutu szpiegostwa i udziału w kontrrewolucyjnej organizacji terrorystycznej. Następnego dnia rozstrzelany. Ciało skremowano w krematorium na Cmentarzu Dońskim, prochy pochowano anonimowo.
28 kwietnia 1956 zrehabilitowany postanowieniem Kolegium Wojskowego SN ZSRR.